# Selzach
Selzach (im lokalen Dialekt Söuzä; französisch Saucy) ist eine politische Gemeinde im Bezirk Lebern des Kantons Solothurn in der Schweiz.

## Geographie

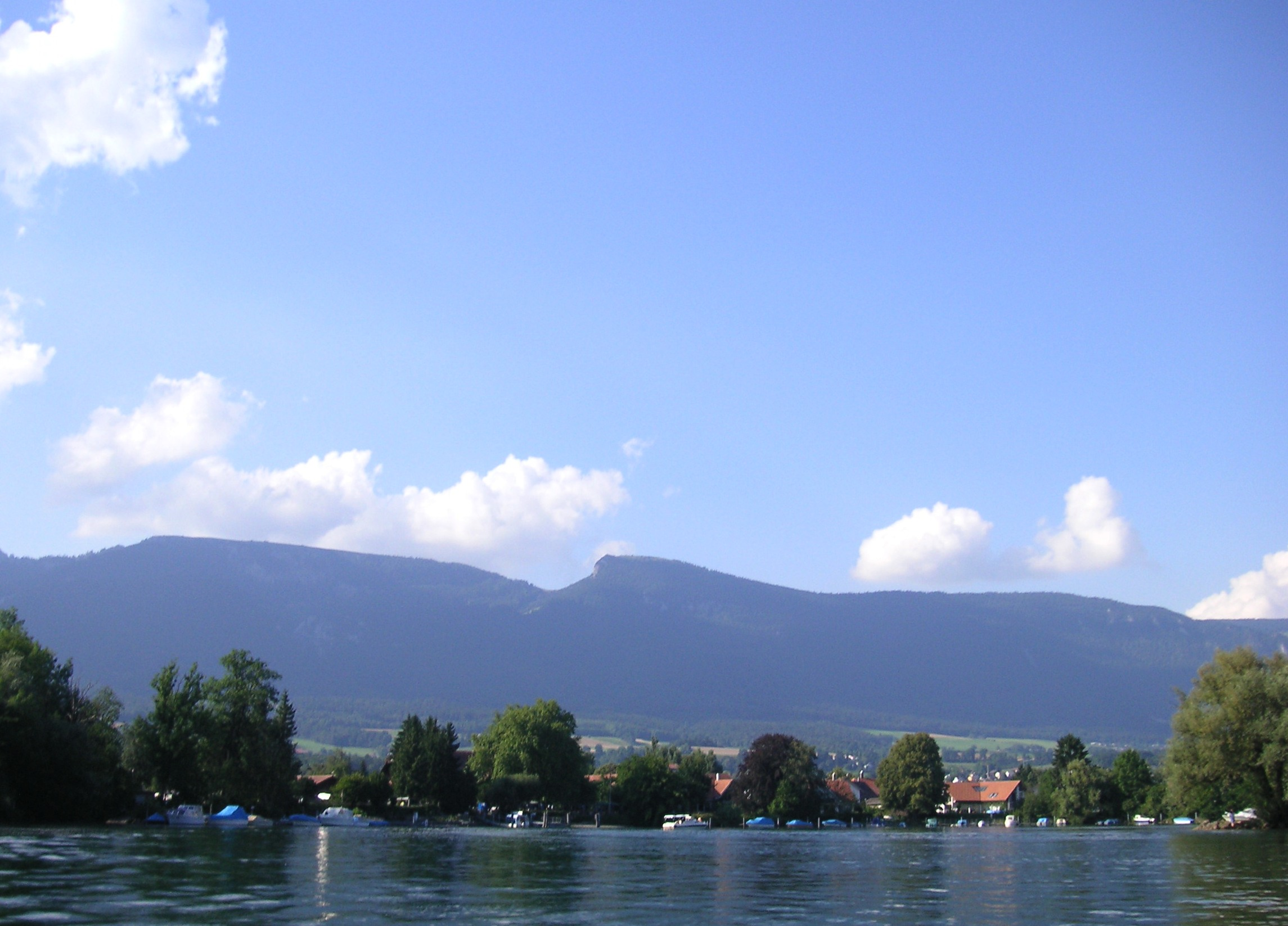
Altreu Richtung Selzach mit Hasenmatt

Luftbild (1949)

Selzach liegt auf 445 m ü. M. 6 km westlich des Kantonshauptortes Solothurn (Luftlinie), etwa auf halbem Weg zwischen Solothurn und Grenchen. Das Dorf erstreckt sich am nördlichen Rand der Aareniederung, auf dem flachen Schwemmkegel des Lochbachs am Jurasüdfuss und am Fuss der Hasenmatt.
Die Fläche des 19,5 km² grossen Gemeindegebiets umfasst einen Abschnitt des Jurasüdhangs und weist eine grosse landschaftliche Vielfalt auf. Die südliche Grenze verläuft entlang der Aare, welche das Inseli, eine der grösseren Inseln in diesem Fluss, umfliesst. Von der Aare erstreckt sich der Gemeindeboden nordwärts über eine bis zu 2 km breite Schwemmebene, die so genannte Selzacherwiti, auf den angrenzenden Hügelkamm des Länghölzli (513 m ü. M.), welches geomorphologisch eine Seitenmoräne des eiszeitlichen Rhonegletschers darstellt. Durch eine kleine Mulde ist diese Moräne deutlich vom Jurahang abgesetzt. Im Bereich des Dorfes Selzach wurde der Moränenkamm durch die Erosion des Lochbachs abgetragen.
Nördlich des Dorfes reicht die Gemeindefläche über die zunächst sanft ansteigende Terrasse von Rütenen und den anschliessenden steilen Waldhang bis auf die Antiklinale der Weissensteinkette. Der Jurasüdhang ist untergliedert durch die Ausräumungskessel Brüggli und Schauenburg. Im Brüggli entspringt der Brügglibach, im unteren Teil Haagbach genannt, der über weite Strecken die westliche Grenze von Selzach bildet. Im Erosionskessel der Schauenburg entspringt der Lochbach, der eigentliche Dorfbach von Selzach, der bei Altreu gemeinsam mit dem Haagbach in die Aare mündet. Die eigentliche Jurakrete wird auf dem Gebiet von Selzach markiert durch die gegen Süden gerichteten Felswände der Wandflue (1399 m ü. M.), der Stallflue (1409 m ü. M.) und der Hasenmatt, auf welcher mit 1445 m ü. M. der höchste Punkt von Selzach und zugleich auch des Kantons erreicht wird.
Auch ein kleiner Teil nördlich des Jurakammes gehört zum Gemeindegebiet von Selzach. Am Nordhang der Hasenmatt sind dies der Cholgraben und der obere Teil des Rüschgrabens, beide im Einzugsgebiet der La Raus, welche bei Moutier in die Birs mündet. Im Erosionskessel Schwelli entspringt der Ruisseau de Chaluet, ein weiterer Seitenbach der Birs. Von der Gemeindefläche entfielen 1997 9 % auf Siedlungen, 39 % auf Wald und Gehölze, 50 % auf Landwirtschaft und etwas mehr als 2 % war unproduktives Land.
Zu Selzach gehören die Ortschaft Altreu (429 m ü. M.) in der Ebene nördlich der Aare, die Aussensiedlungen Haag (468 m ü. M.) am Haagbach, Moos (500 m ü. M.) am Hang oberhalb des Dorfes, Bäriswil (514 m ü. M.) und Chänelmoos (553 m ü. M.), beide am Lochbach, sowie verschiedene Einzelhöfe. Nachbargemeinden von Selzach sind Bettlach, Grenchen, Welschenrohr-Gänsbrunnen, Oberdorf, Lommiswil, Bellach und Lüsslingen-Nennigkofen im Kanton Solothurn sowie Leuzigen und Court im Kanton Bern.

## Bevölkerung
Mit 3682 Einwohnern (Stand 31. Dezember 2023) gehört Selzach zu den mittelgrossen Gemeinden des Kantons Solothurn. Von den Bewohnern sind 92,5 % deutschsprachig, 1,3 % französischsprachig und 1,2 % sprechen Italienisch (Stand 2000). Die Bevölkerungszahl von Selzach belief sich 1850 auf 1052 Einwohner, 1900 auf 1537 Einwohner. Im Verlauf des 20. Jahrhunderts stieg die Bevölkerungszahl bis 1970 kontinuierlich auf 2948 Personen an. Nach einem anschliessenden Rückgang auf 2739 Einwohner (1980) wurde seither insgesamt wieder ein leichter Bevölkerungsanstieg verzeichnet.

### Persönlichkeiten
- Benedikt Hugi (um 1460–1520/1521), Solothurner Venner
- Leo Mann (1890–1958), Rechtsanwalt und Politiker
- Hermann Meier (1906–2002), Komponist
- Robert Rudolf (1884–1932), Bildhauer

## Politik
Der Gemeinderat (Exekutive) besteht inklusive des Gemeindepräsidenten aus 11 Mitgliedern. Die Sitze verteilten sich dabei wie folgt:
| Partei                                                       | 2017–2021 | 2013–2017 | 2009–2013 | Sitzverteilung 2017                          |
| FDP.Die Liberalen (bis 2009 Freisinnig-Demokratische Partei) | 5         | 4         | 4         | Insgesamt 11 Sitze - SP: 2 - CVP: 4 - FDP: 5 |
| Christlichdemokratische Volkspartei                          | 4         | 4         | 4         | Insgesamt 11 Sitze - SP: 2 - CVP: 4 - FDP: 5 |
| Sozialdemokratische Partei                                   | 2         | 2         | 2         | Insgesamt 11 Sitze - SP: 2 - CVP: 4 - FDP: 5 |
| Schweizerische Volkspartei                                   | 0         | 1         | 0         | Insgesamt 11 Sitze - SP: 2 - CVP: 4 - FDP: 5 |
| Freie Liste                                                  | 0         | 0         | 1         | Insgesamt 11 Sitze - SP: 2 - CVP: 4 - FDP: 5 |

## Wirtschaft
Selzach war bis in das 20. Jahrhundert hinein ein vorwiegend durch die Landwirtschaft geprägtes Dorf. Vor allem während der ersten Hälfte des 20. Jahrhunderts besass auch Selzach wie viele weitere Gemeinden am Jurasüdfuss zwischen Biel und Solothurn Uhrenindustrie und Zulieferbetriebe, die jedoch aufgrund mehrerer Krisen in dieser Branche fast ausnahmslos verschwunden sind.
Noch heute haben der Ackerbau, der Gemüseanbau und der Obstbau in den unteren Gemeindeteilen sowie die Viehzucht und die Forstwirtschaft in den höheren Lagen einen gewissen Stellenwert in der Erwerbsstruktur der Bevölkerung. Zahlreiche weitere Arbeitsplätze sind im industriellen Sektor und im Dienstleistungssektor vorhanden. Seit den 1970er Jahren entstanden vor allem in Bahnhofnähe neue Gewerbe- und Industriezonen. In der Gemeinde sind heute verschiedene Betriebe der Medizinaltechnik, des Bau- und Transportgewerbes, der Kunststoff- und Holzverarbeitung, des Maschinenbaus, des Metallbaus, des Gartenbaus, des Weinhandels, eine Druckerei und feinmechanische Werkstätten vertreten. Selzach ist Standort einer Kreis- und einer Bezirksschule. In den letzten Jahrzehnten hat sich das Dorf dank seiner attraktiven Lage zu einer Wohngemeinde entwickelt. Viele Erwerbstätige sind deshalb Wegpendler, die hauptsächlich in den Regionen Solothurn, Grenchen und Biel arbeiten.

## Verkehr

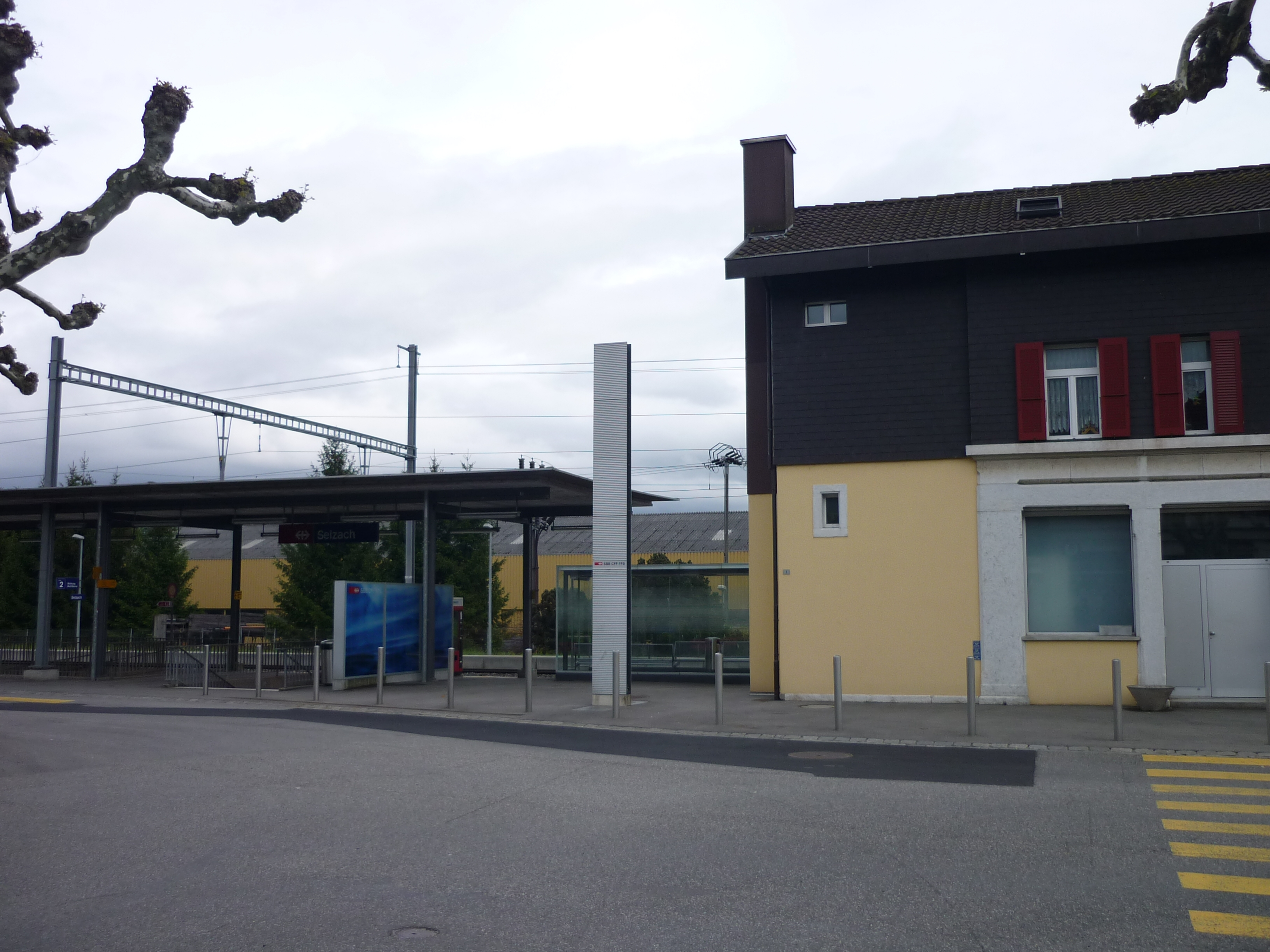
Bahnhof Selzach

Die Gemeinde ist verkehrstechnisch sehr gut erschlossen. Sie liegt an der alten Hauptstrasse von Solothurn nach Biel. Der nächste Anschluss an die Autobahn A5, die 2002 eröffnet wurde und das Dorf vom Durchgangsverkehr entlastete, befindet sich rund 7 Kilometer vom Ortskern entfernt. Am 1. Juni 1857 wurde die Eisenbahnlinie von Solothurn nach Biel mit einem Bahnhof in Selzach in Betrieb genommen. Für die Feinverteilung im öffentlichen Verkehr sorgt die Buslinie des Busbetriebs Grenchen und Umgebung, welche die Strecke von Grenchen nach Selzach bedient.

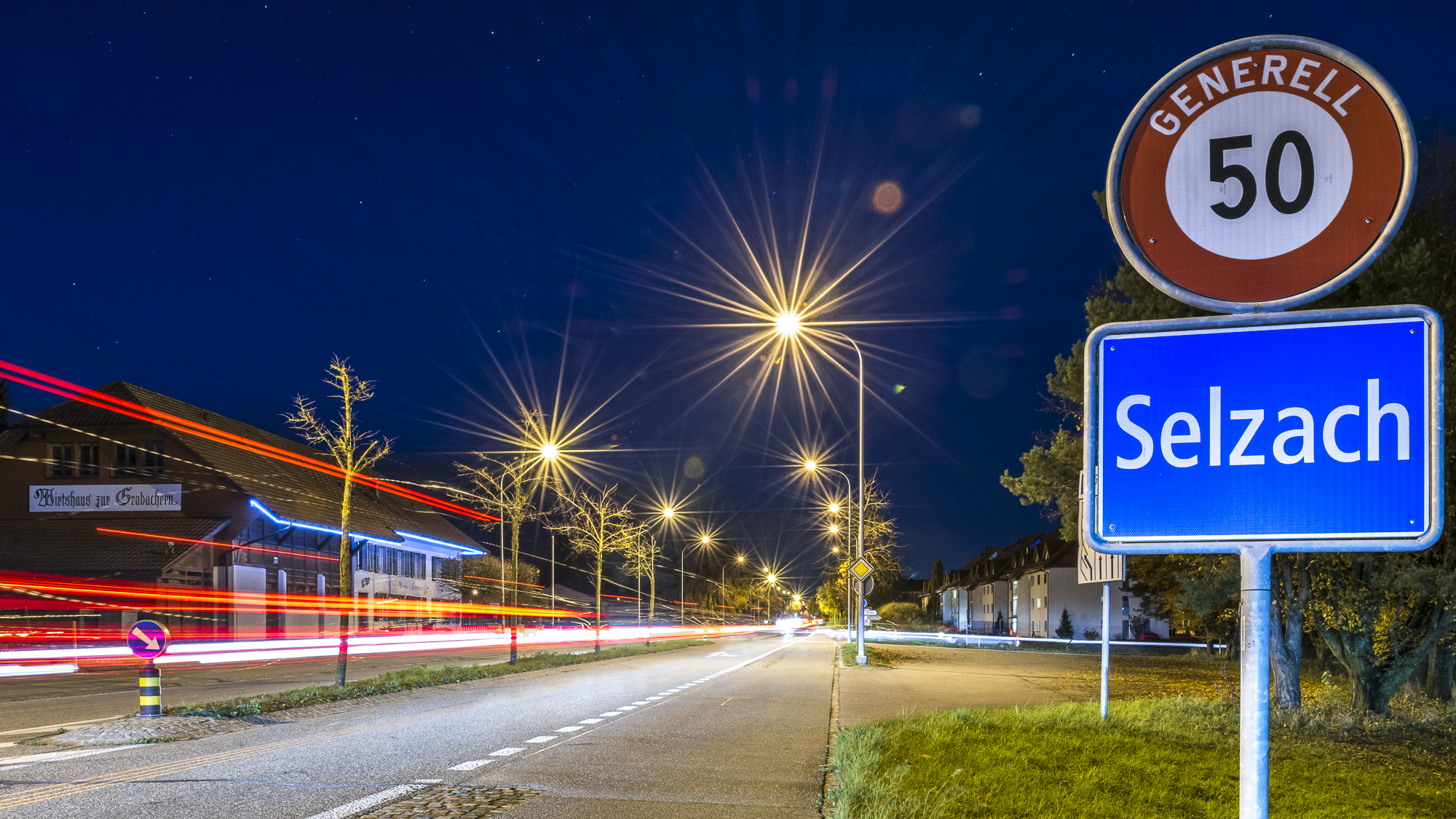
Ortseingang von Selzach, Hauptstrasse

## Geschichte

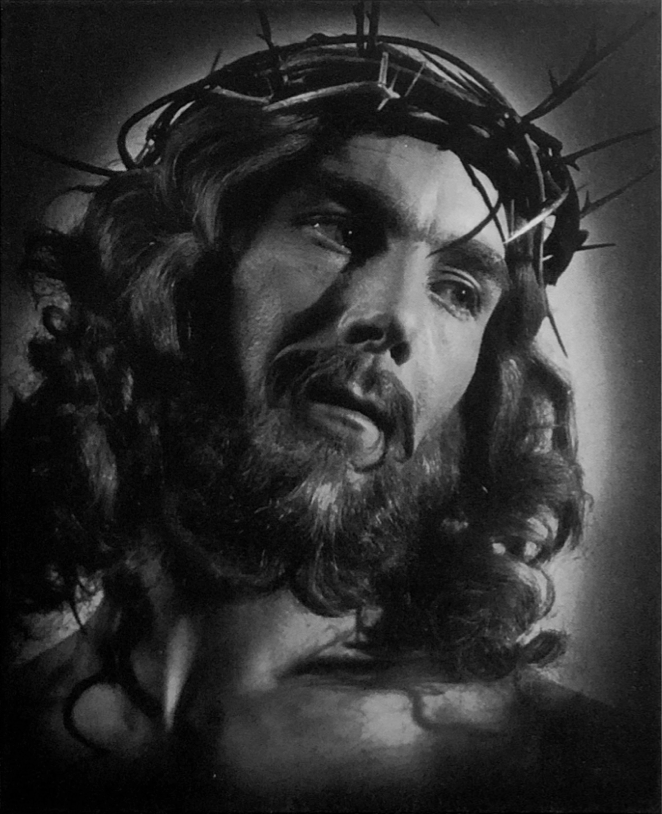
Aufnahme des Christus an den Selzacher Passionsspielen, Foto: Fred Erismann, 1952

Das Gemeindegebiet von Selzach war schon früh besiedelt, was durch zahlreiche Streufunde und Ausgrabungen aus der keltischen und der Römerzeit belegt wird. Die erste urkundliche Erwähnung des Ortes erfolgte 1181 unter dem Namen Selsacho; von 1228 ist die französische Bezeichnung Scigie überliefert. Später erschienen die Bezeichnungen Selzach (1268), Sauci (1275), Selsago (1279) und Saucy (1356). Der Ortsname geht auf den lateinischen Personennamen Saltius oder Salacius zurück und bedeutet demnach Besitz, Gut des Saltius/Salacius.
Seit dem Mittelalter gehörte Selzach den Herren von Strassberg, aber auch das Sankt-Ursen-Stift in Solothurn und die Grafen von Neuenburg-Nidau hatten reichen Grundbesitz auf dem Gemeindegebiet. Als 1309 die Herrschaft Altreu von der Herrschaft Strassberg losgelöst wurde, kam Selzach an Altreu und teilte fortan dessen Schicksal. Im Jahr 1375 wurde das Dorf durch die Plünderungszüge der Gugler in Mitleidenschaft gezogen. Zusammen mit Altreu gelangte das Dorf 1389 direkt unter Solothurner Herrschaft und wurde 1393 der Vogtei Lebern zugeteilt, wobei es einen Gerichtskreis bildete.
Nach dem Franzoseneinfall im März 1798 und dem folgenden Zusammenbruch des Ancien Régime gehörte Selzach während der Helvetik zum Verwaltungsbezirk Solothurn und ab 1803 zum Bezirk Lebern. Bekanntheit über seine Region hinaus erhielt Selzach ab 1895 mit den Selzacher Passionsspielen, die alljährlich bis zum Zweiten Weltkrieg aufgeführt wurden. 1989 wurde die kulturelle Wiederbelebung des Passionsspielhauses initiiert. Zuletzt fanden hier die Selzacher Sommerspiele jedes zweite Jahr statt.

## Sehenswürdigkeiten
Die Kirche Mariä Himmelfahrt wurde vermutlich von den Grafen von Neuenburg-Nidau gegründet. Der heutige Bau stammt zur Hauptsache (Schiff und Chor) aus der Zeit kurz nach 1500, während der Turm 1457 erbaut wurde. Das Gotteshaus erfuhr 1867 grössere Veränderungen und wurde 1977 letztmals restauriert. Die Haager Kapelle bei der gleichnamigen Aussensiedlung stammt ursprünglich aus dem ausgehenden 14. Jahrhundert und wurde zum Dank für die Verschonung von Haag vor den brandschatzenden Guglern erbaut. Auf dem Felskamm des Burgbüel südwestlich der Hasenmatt sind einige Überreste der Ruine Schauenburg sichtbar.
Selzach besitzt einen Kulturpfad, in welchem alle Sehenswürdigkeiten beschrieben und erklärt werden. Unterlagen hierzu finden sich auf der Gemeinde und beim Restaurant "Grüner Aff". Verschiedene Gebäude und Orte, die für Selzach sehr wichtig waren und zum Teil auch noch sind, werden beschrieben und erklärt.
Von nationaler Bekanntheit sind die Kultur-Aufführungen im Passionsspielhaus.

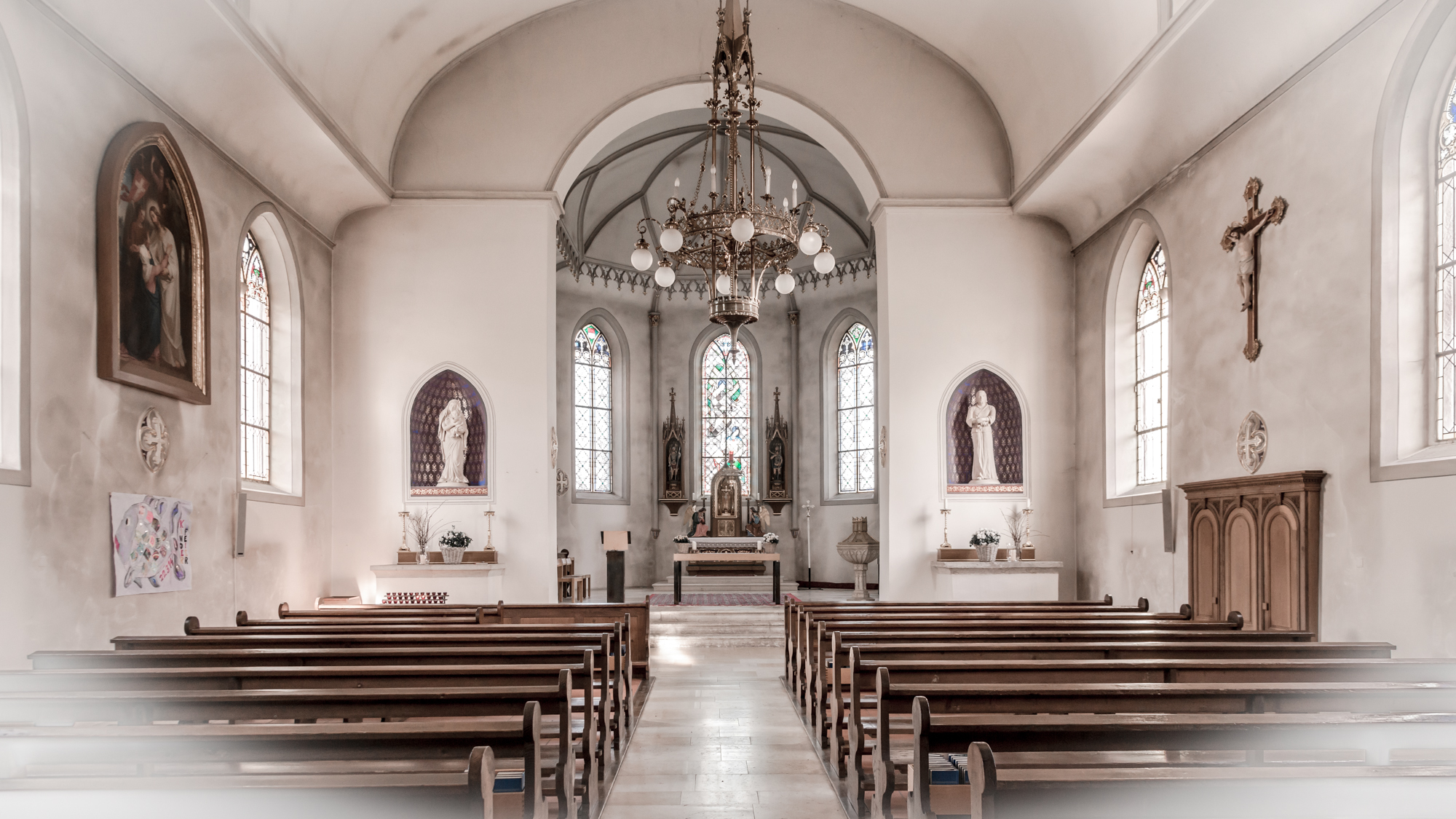
Das Innere der Kirche Mariä Himmelfahrt
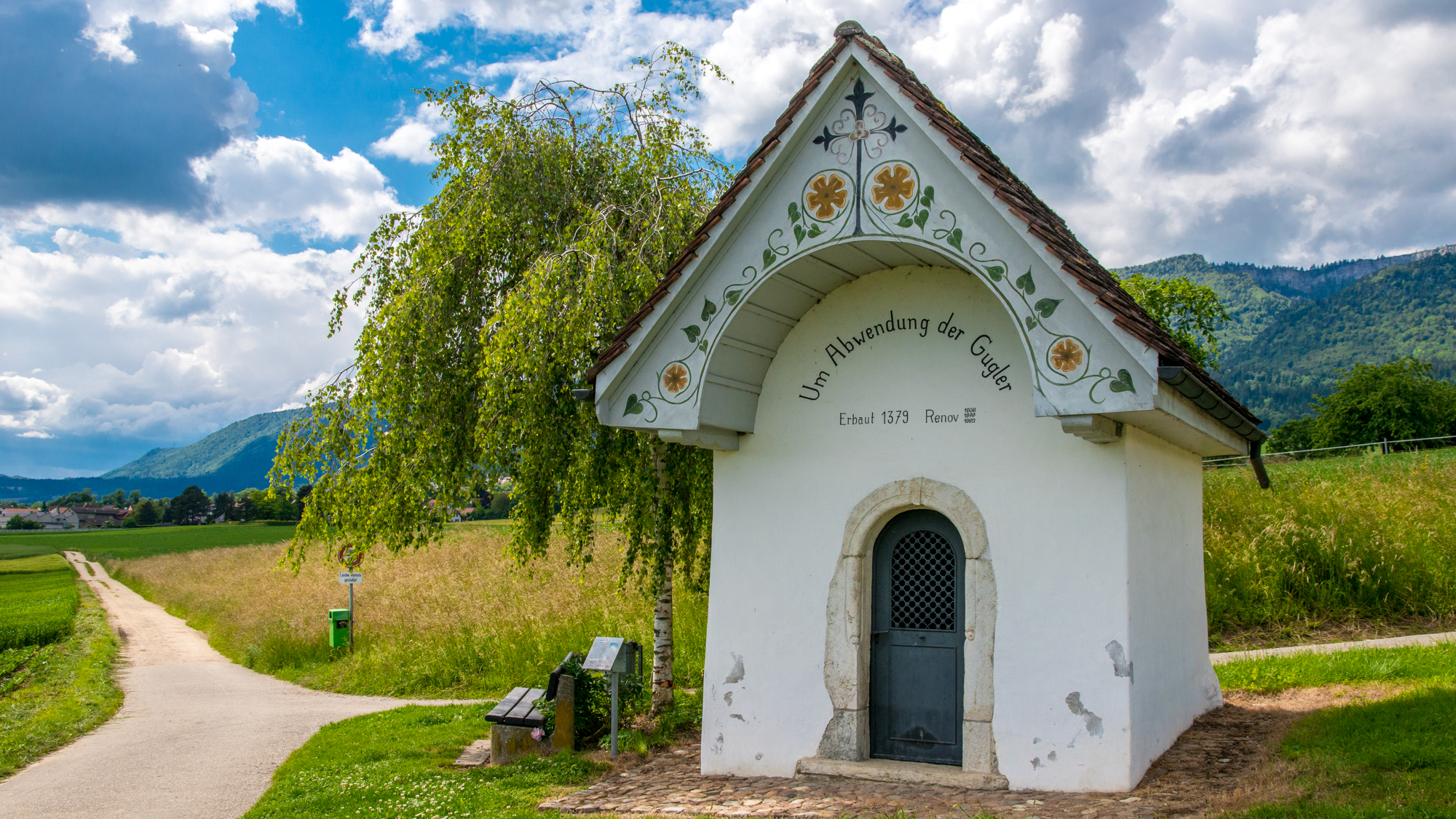
Haager Kapelle
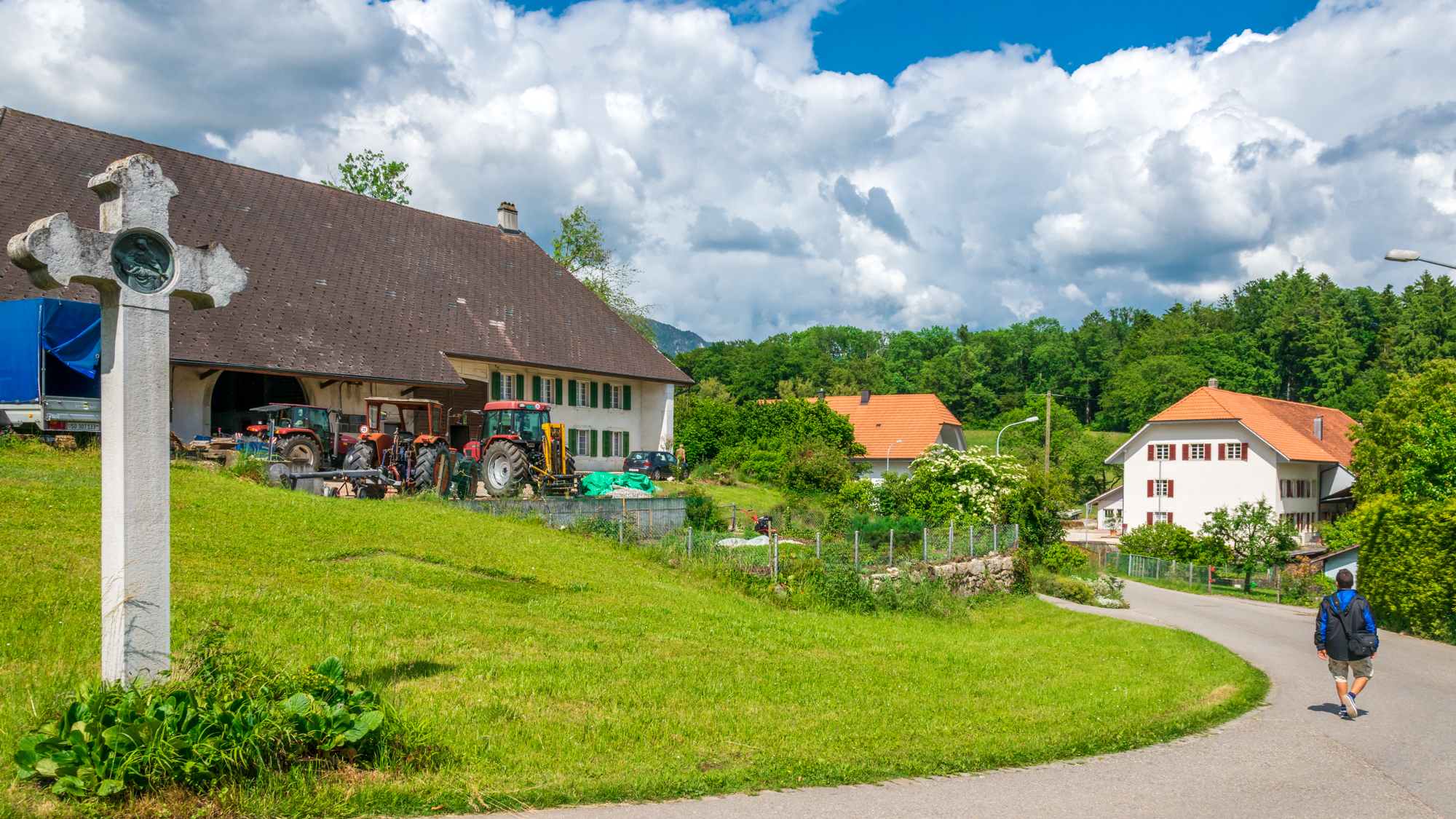
Weiler Haag
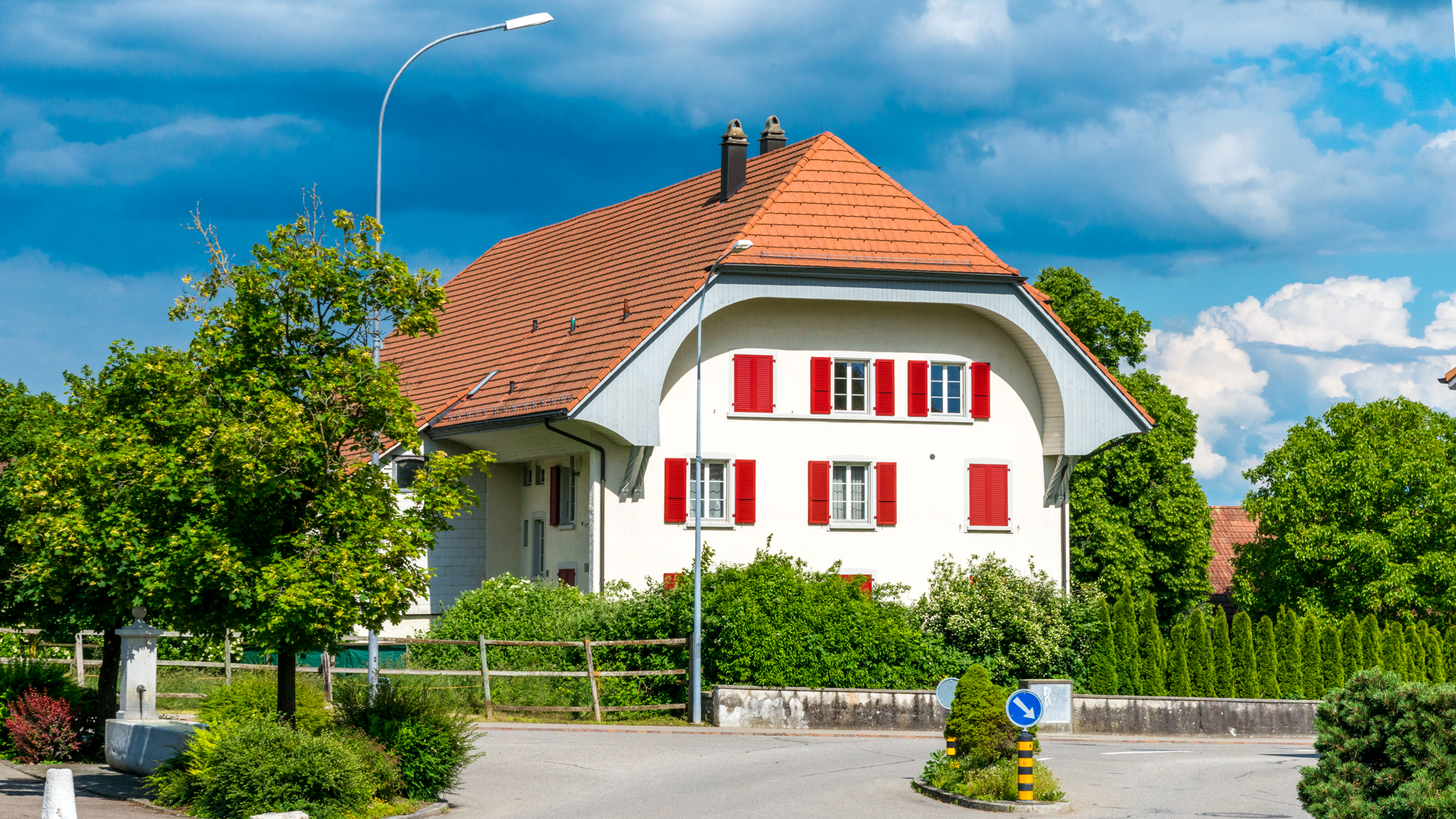
Bauernhaus Bellacherstrasse
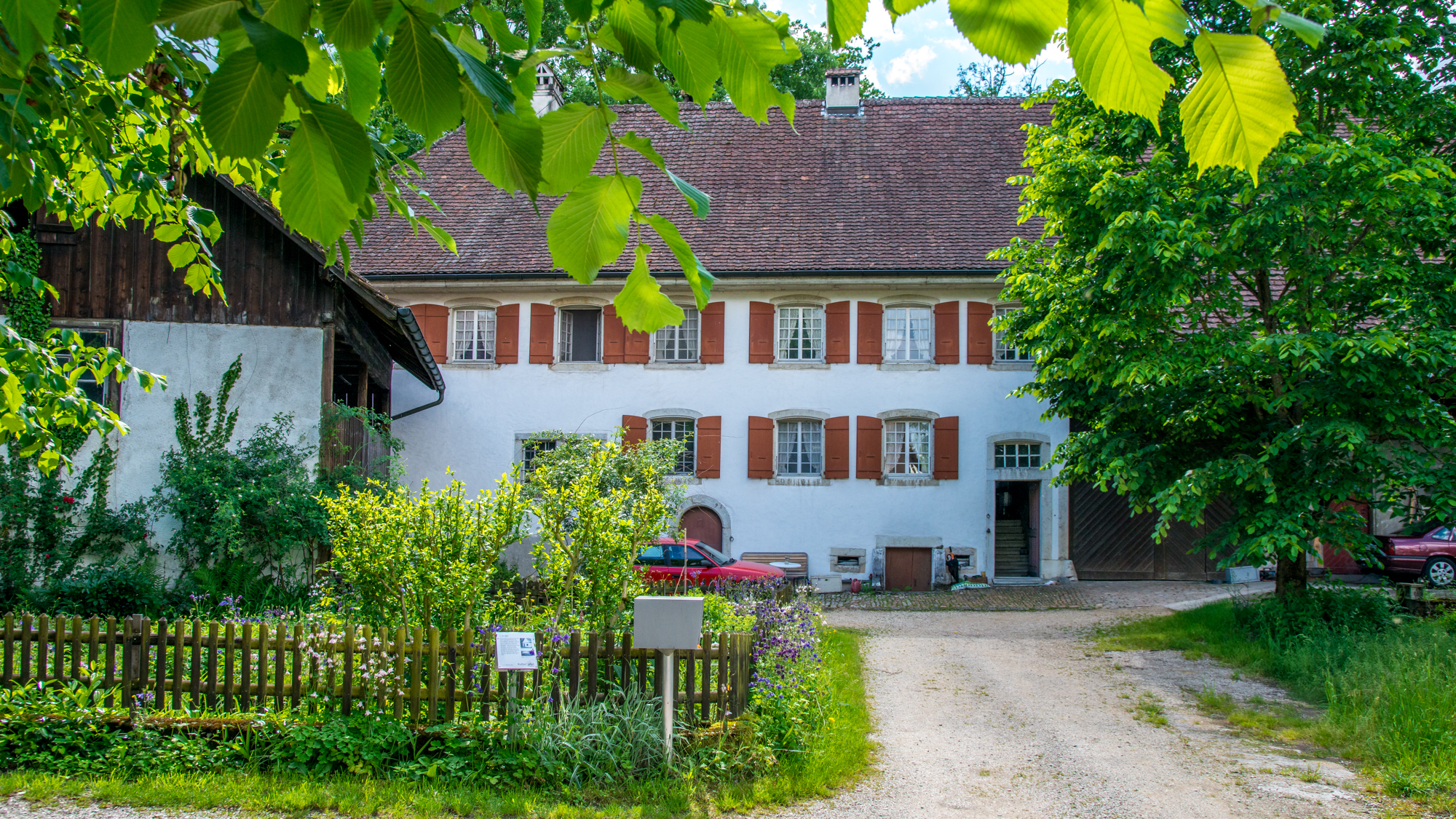
Alte Mühle
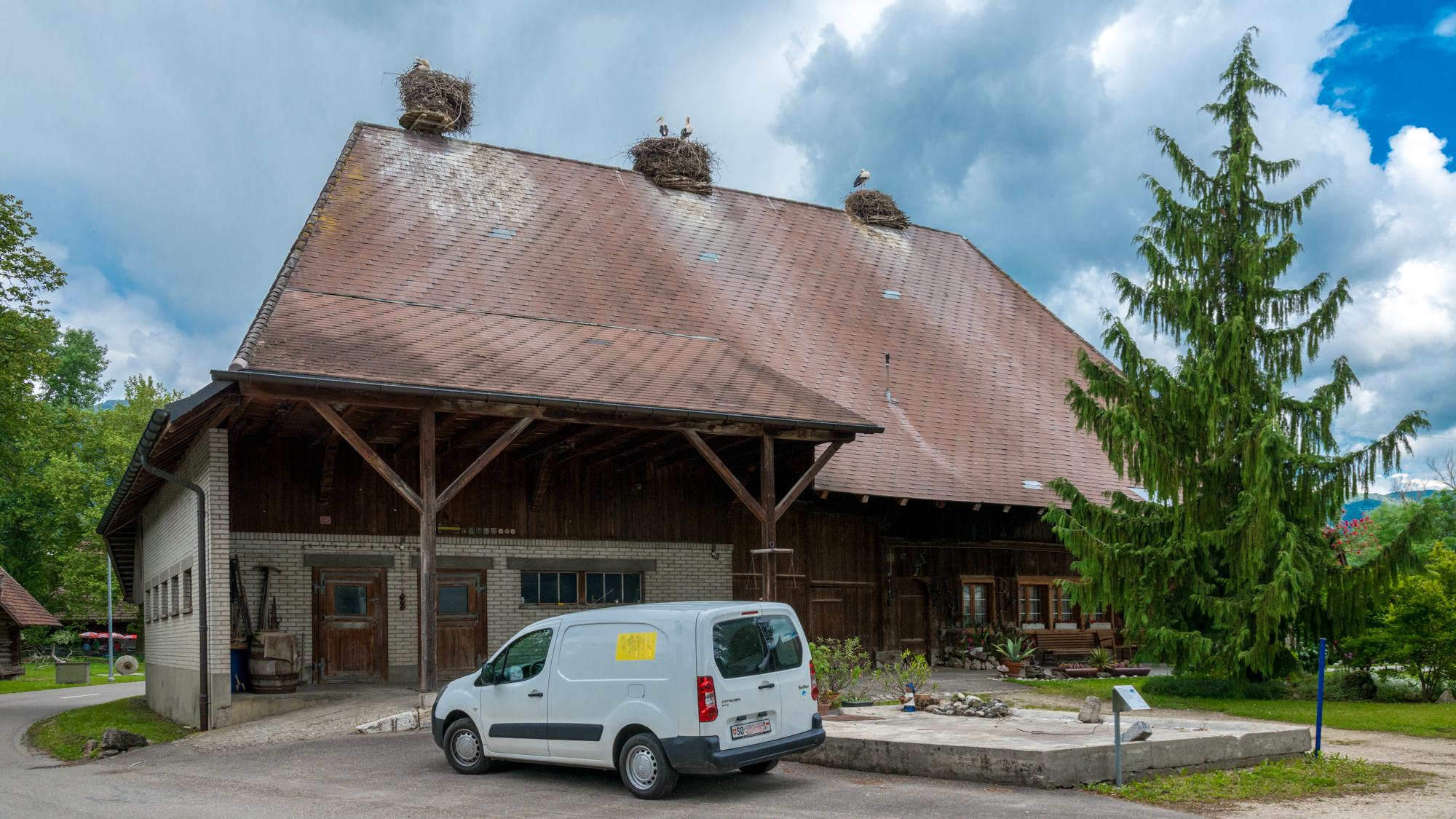
Bauernhaus Liechti (Altreu)
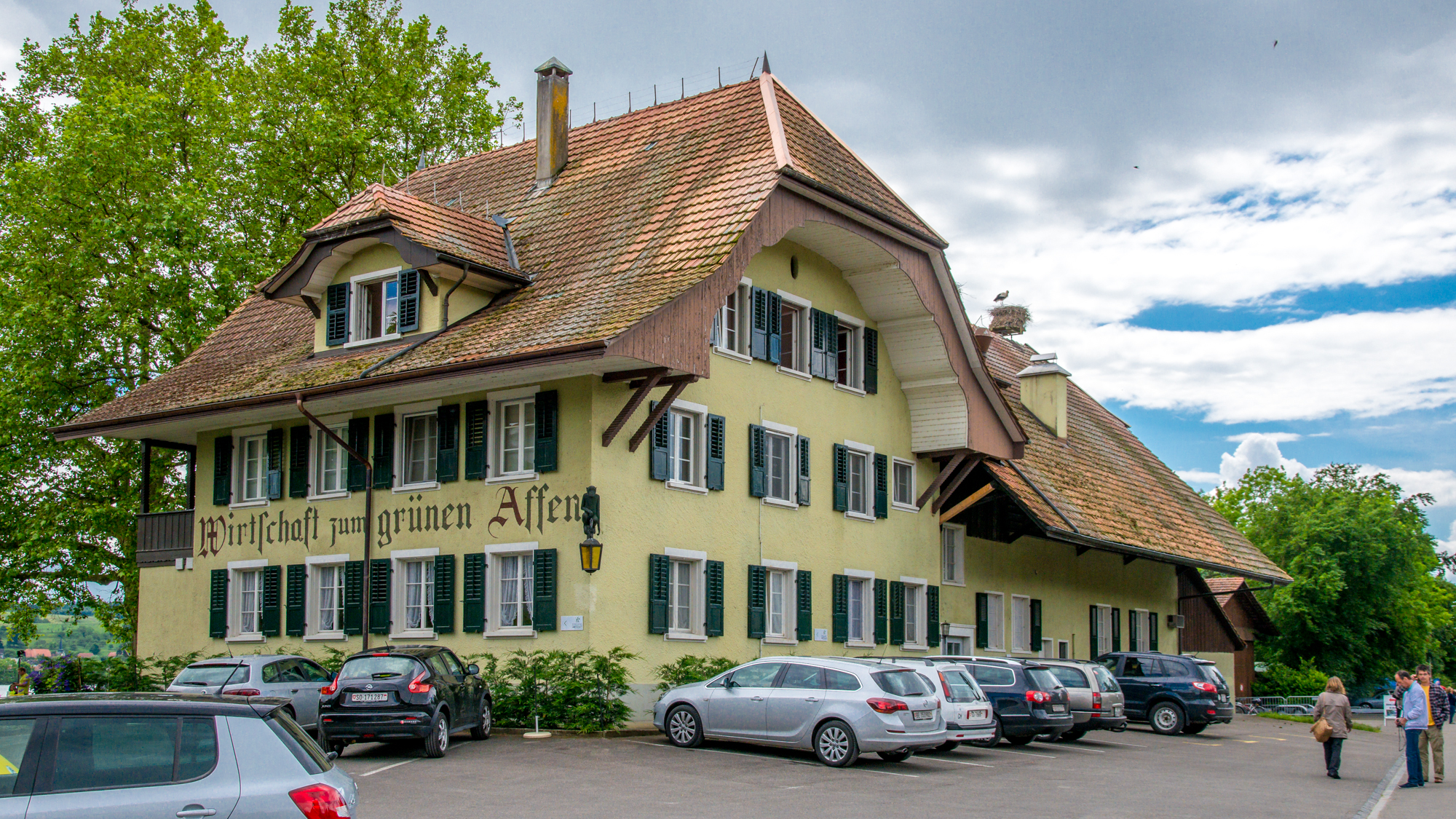
Restaurant zum grünen Affen (Altreu)
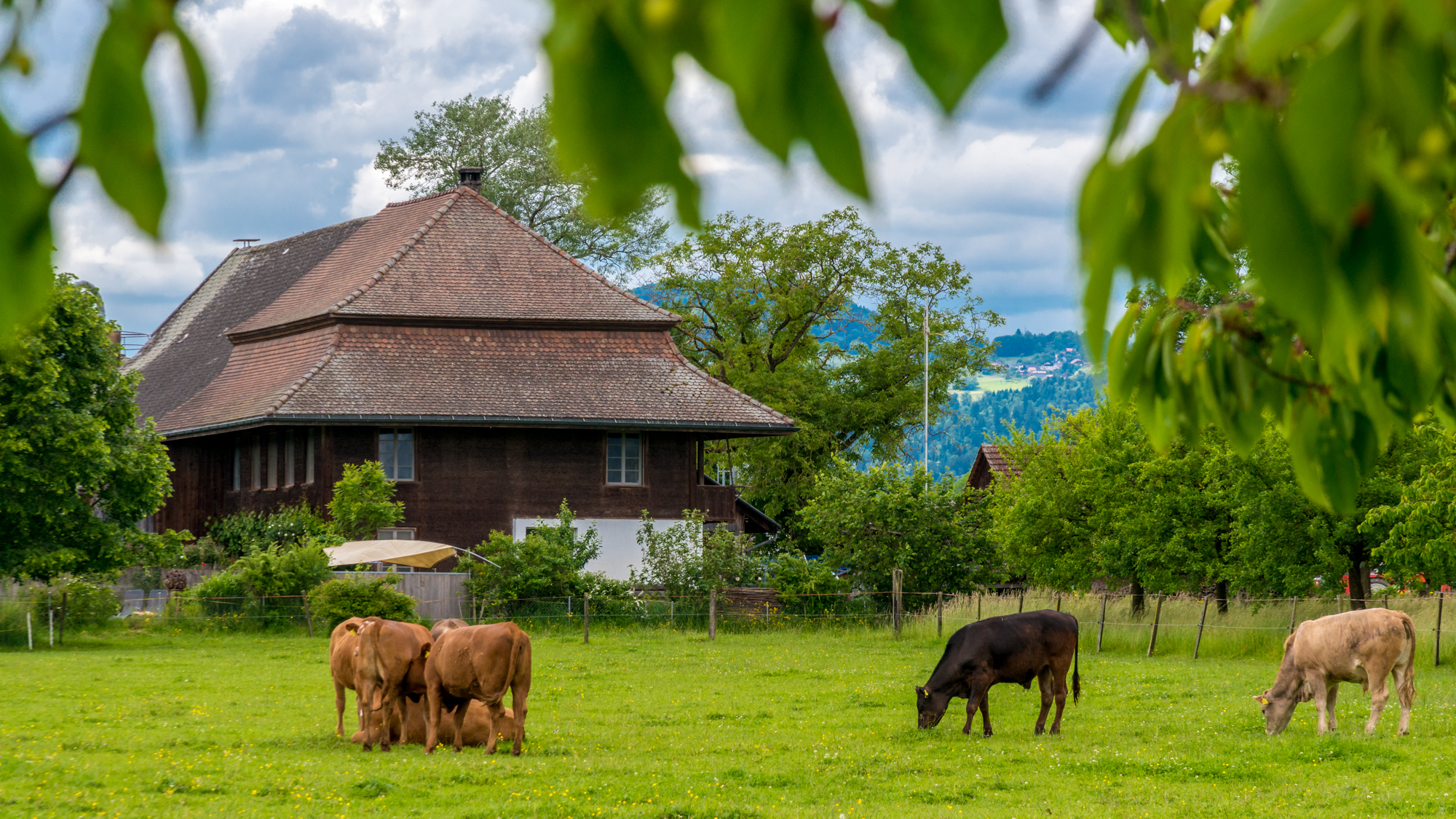
Ettershof (Altreu)
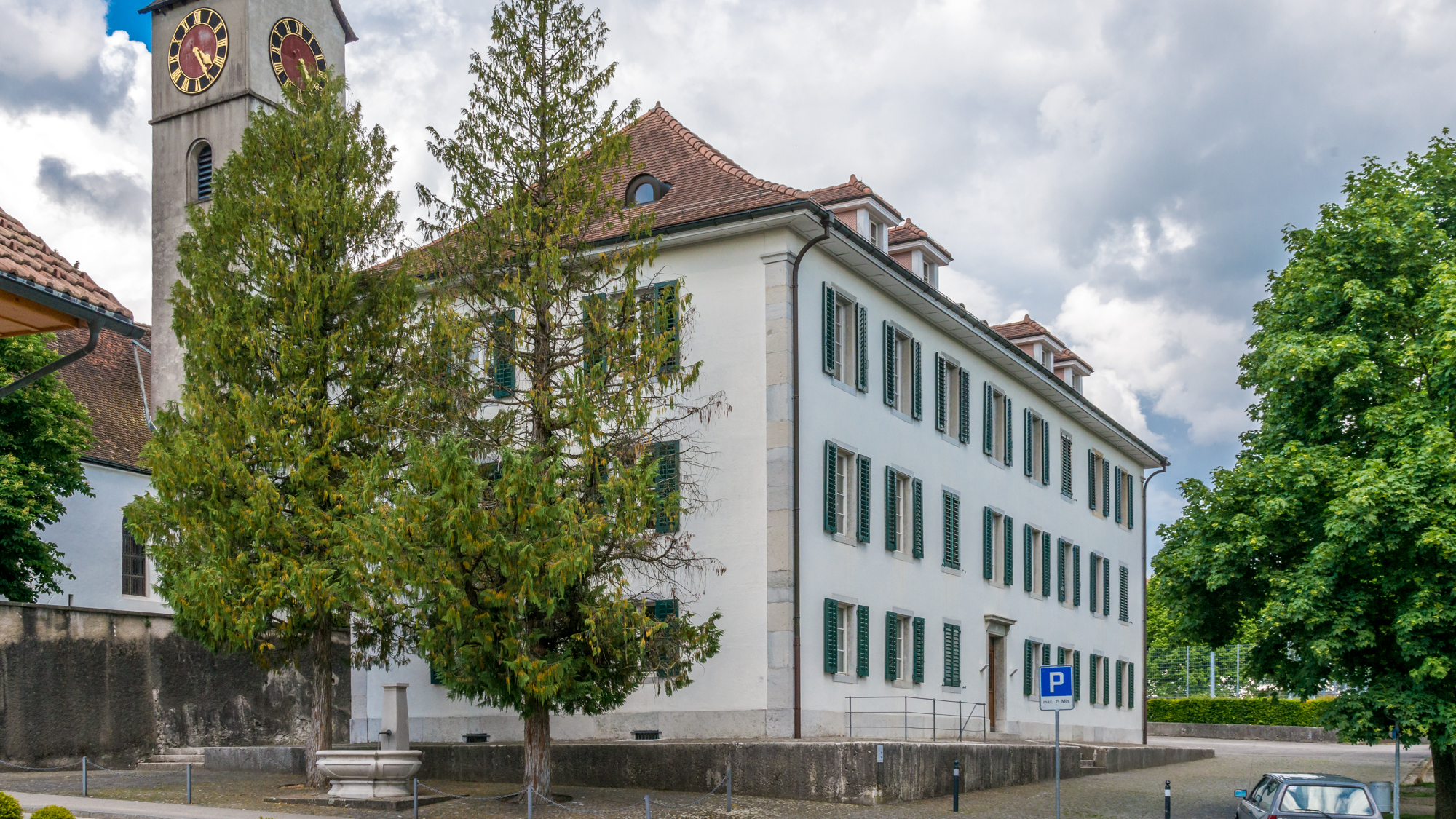
Altes Schulhaus
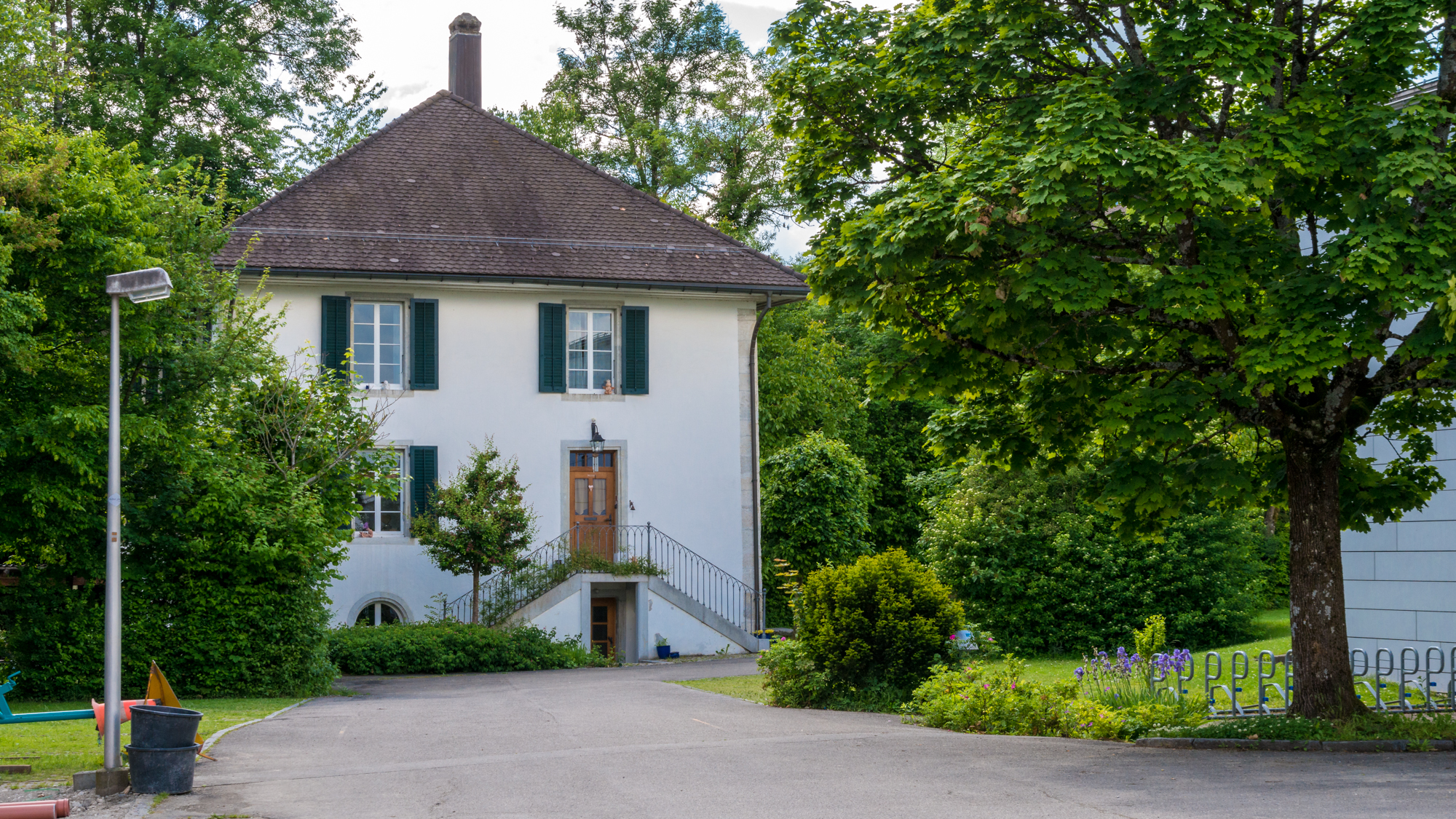
Pfarrhaus

## Wappen
Blasonierung
In Rot weisses Salzfässchen auf weisser Platte